# Gaetano Martinez
Gaetano Martinez (Galatina, 14 novembre 1892 – Roma, 2 ottobre 1951) è stato uno scultore italiano.

## Biografia
Fin da piccolo aiutò il padre, maestro d'arte, nei lavori di intagliatore di pietra leccese. 
Frequentò, nella città natale, la scuola d'arte "Gioacchino Toma". Il suo spirito anelava, però, a raggiungere Roma, nel tentativo di insediarsi nel mondo dell'arte. 

L'occasione gli fu data dalla biennale del 1911. Il tentativò però fallì, e allora tornò a Galatina dove espresse la sofferenza subita nelle opere Il dolore umano e Maternità. 
Dopo la pausa della guerra, nel 1922 ritornò a Roma, ma solo due anni dopo la critica incominciò ad interessarsi a lui alla "Mostra d'arte pugliese" con le creazioni Il Caino (dove i muscoli contratti rivelano efficacemente il tormento interiore del fratricida) e con Il vinto (dove rivela il suo animo in pena). 
Fu l'inizio della sua carriera d'artista, che lo vide presente con numerose opere in diversi paesi (Lampada senza luce, Cariatide, L'offerta ad Esculapio). 
Nel 1932 ricevette la medaglia d'oro in una mostra ispirata all'infanzia.
Delle sue opere, ospitate in gallerie e musei di tutto il mondo, nonché in collezioni private, restano a Galatina, nel museo civico Pietro Cavoti, alcuni busti in terracotta, statue in gesso e, in Piazza Aligheri (lato sud), la già citata Lampada senza luce, che i galatinesi chiamano La pupa, un nudo femminile in bronzo.
All'indomani della sua morte, nel 1951, gli viene dedicata una retrospettiva nell'ambito della VI Quadriennale di Roma.